# Linares de Bricia
Linares de Bricia es una localidad situada en la provincia de Burgos, comunidad autónoma de Castilla y León (España), comarca de Las Merindades, partido judicial de Villarcayo, ayuntamiento de Alfoz de Bricia.

## Geografía
Situado en el norte de la provincia lindando con  el Alfoz de Santa Gadea y los valles de Valderredible, Valdebezana, Zamanzas, Manzanedo, y de Sedano, 6,5 km al sur de la capital del municipio Barrio, 34 de Sedano, su antigua cabeza de partido, y 80 de Burgos.

### Comunicaciones
A 7 kilómetros, circulando por la carretera local BU-V-6116, de la   N-623  donde circulan las líneas de autobuses Burgos-Santander y Burgos-Arija.

## Demografía
Evolución de la población
| Gráfica de evolución demográfica de Linares de Bricia entre 2000 y 2017 |
|                                                                         |
| Población de derecho (2000-2017) según el padrón municipal del INE      |

## Historia
Lugar en el Alfoz de Bricia perteneciente al Bastón de Laredo, jurisdicción de señorío ejercida por el Marqués de Aguilar, quien nombraba su regidor pedáneo.
A la caída del Antiguo Régimen queda agregado al ayuntamiento constitucional de Alfoz de Bricia, en el partido de Sedano perteneciente a la región de Castilla la Vieja. Cerca del pueblo está la Lastra, palacio con iglesia y casa de colonos propia. Hoy en día está semidestruida pero aun así guarda una gran historia.
Así se describe a Linares de Bricia en el tomo X del Diccionario geográfico-estadístico-histórico de España y sus posesiones de Ultramar, obra impulsada por Pascual Madoz a mediados del siglo XIX:

Lugar en la provincia, diócesis, audiencia territorial y capitanía general de Burgos (12 leguas), partido judicial de Sedano (4), y ayuntamiento titulado del Alfoz de Bricia (1); Situado sobre un plano inclinado donde reinan con especialidad los vientos N y O, siendo su clima bastante sano. Tiene 13 casas, una fuente de buena agua dentro de la población, y en el término varias, algunas de ellas ferruginosas; una iglesia parroquial (San Antonio), aneja de Valderías, servida por el cura párroco y sacristán de la matriz, y una ermita derruida, cuyo titular fue San Juan. Confina el término N la Lastra; E Espinosa de Bricia; S Valderías, y O Cejancas. El terreno es de ínfima calidad, y comprende 2 montes denominados Matamoro y Mataredondo, ambos poblados de robles. Caminos: los de travesía para tierra de Campoó, en regular estado. Correos: la correspondencia se recibe de Reynosa por peatón sin día fijo. Producciones: centeno, patatas, yerba y lino morisco; ganado vacuno, caballar, de cerda, cabrío y lanar; y caza de liebres, lobos, palomas, jabalíes y tasugos. Industria: la agrícola. Población: 2 vecinos, 8 almas. Capital productivo: 4.200 reales. Imponible: 133.
Diccionario geográfico-estadístico-histórico de España y sus posesiones de Ultramar

## Parroquia
Iglesia católica de  San Antonio de Padua, dependiente de la parroquia de Cilleruelo de Bezana en el Arcipestrazgo de Merindades de Castilla la Vieja, diócesis de Burgos.